# Colectina
Las colectinas son un grupo de moléculas proteicas que juegan un importante papel en el sistema inmune innato de los animales. Pertenecen al grupo de las lectinas y actúan sobre agentes microbianos, uniéndose a determinados azúcares que se encuentran en la superficie de bacterias y virus, favoreciendo su fagocitosis y destrucción. 

La cadena polipeptídica que forma una colectina consta de 4 regiones, una de ellas es la región de unión a carbohidrato, que le permite unirse a polisacáridos específicos.

## Estructura
La molécula de colectina está formada por tres cadenas polipeptídicas enlazadas entre sí constituyendo una triple hélice que forma una estructura parecida al colágeno.

## Tipos
Se han descrito diferentes colectinasː
- MBL = Lectina de unión a manosa.[3]
- SP-A = Proteína surfactante A.
- SP-D = Proteína surfactante D.
- CL-L1 = Colectina hepática 1.
- CL-P1 = Colectina placentaria 2.
- CL-43 = Colectina de 43 kDa.
- CL-46 = Colectina de 46 kDa.
- CL-K1 = Colectina renal 1.
- Conglutinina.